# Tatu umetnik
Tatu umetnik (majstor tetoviranja) je osoba koja se profesionalno bavi tetoviranjem. Profesionalac u ovoj oblasti mora biti likovno nadaren, upoznat sa svim zdravstvenim rizicima koje nosi sam čin tetoviranja, upoznat sa načinom korišćenja opreme za tetoviranje i mora raditi u prostoru koji je opremljen za tu vrstu posla (tatu studio).

## Izbor tattoo umetnika
Pošto ne postoji škola u kojoj se ovaj umetnički zanat uči i studira poželjno je da ima licencu nekog već renomiranog studija za tetoviranje gde je prošao obuku. Pri izboru svog tattoo umetnika poželjno je tražiti fotografije njegovih predjašnih radova na uvid, koji Vam mogu reći dosta o samom umetniku i njegovom kvalitetu rada.
Pored fotografija znajte da jedino što vam još više može biti garant da je majstor iskusan je videti neki njegov rad uživo. Slike se mogu kompjuterski doterati i uglavnom se slikaju dok su sveže. Kod dobrih majstora tetovaže obično izgledaju mnogo bolje uživo dok je kod onih lošijih obrnuto. Takođe od majstora možete dobiti dosta korisnih saveta, i treba ih tražiti ili pitati za mišljenje.
Današnji renomirani tattoo umetnici uglavnom imaju svoje web prezentacije na kojima možete videti fotografije tetovaza koje su radili.

## Studio
Čistoća u prostoriji gde se tetovira mora biti na zavidnom nivou. Da bi se ispunila ova možda najbitnija stavka, prostor mora biti prilagođen lakom i brzom čišćenju. Stolice i stolovi moraju biti lako premestivi i pogodni za svakodnevno pranje kao i sam pod koji treba da bude gladak i vodootporan (pločice ili nešto slično).
Studio mora imati vodu i mokri čvor, što podrazumeva da vodu morate imati na odvojenom mestu od toaleta.
Tetoviranje je bolan i naporan proces pa je jako bitno da prostorija ima mogućnost dobrog provetravanja ili ventilaciju jer je svež vazduh jako bitan. Pošto se tetoviranje radi na čistoj koži to često zahteva da klijent mora skinuti neke delove garderobe, samim tim prostorija mora imati i uređaj za regulisanje sobne temperature.
Svetlost je faktor koji ne sme da se zanemari. Prostorija mora biti dobro i adekvatno osvetljena. Najbolja je dnevna svetlost pa je stoga najbolje u toj prostoriji imati prozor koji bi služio i za provetravanje. Pored dnevnog svetla moraju se postaviti i pokretne lampe radi potrebe za jačim svetlom ili radu u večernjim satima.
Čekaonica, kao odvojena prostorija, treba da sadrži nameštaj za sedenje i u tim prostorijama se uglavnom nalaze katalozi sa motivima ili kompjuter za lakše nalaženje željenog tattoo motiva.